# Kean (1921)
Kean ist ein deutsches Stummfilmdrama aus dem Jahre 1921. Unter der Regie von Rudolf Biebrach spielt Heinrich George die Titelrolle.

## Handlung
England, zu Beginn des 19. Jahrhunderts. Der von seinen Fans und der Kritik vergötterte Theaterschauspieler Edmund Kean hat wieder einmal eine glanzvolle Performance hingelegt. Man jubelt ihm zu, und auch die junge Anna Danby hängt ganz an seinen Lippen. Doch die große Bühnenkunst ist nur eine von zwei Passionen des egozentrischen Mimen, der es liebt, in den Huldigungen seiner Anhängerschaft zu „baden“. Was kaum jemand weiß: Kean hat eine Liaison mit einer verheirateten Frau, und diese Gräfin Helena Coefeld ist ziemlich besitzergreifend und eifersüchtig. Ihr missfällt es, dass Kean es durchaus behagt, von Miss Danby, die nach dem Willen ihres mächtigen Onkels Lord Melville demnächst standesgemäß verheiratet werden soll, angehimmelt wird. Dabei ist für Kean, den überdies große finanzielle Sorgen plagen, das „junge Ding“ doch bislang kaum mehr als ein kleiner Flirt.
Während Anna nunmehr gegen den Familienwillen, endlich zu heiraten, aufbegehrt und sich statt ihrem Bräutigam in spe lieber dem Theater zuwendet, ist es Kean, der ihr dabei hilft, die Bühnenbretter als ihre Welt zu erobern. Ganz nebenbei überführt er Annas Zukünftigen der Brieffälschung und einer versuchten Entführung. Bald hat sich Kean von gleich mehreren Seiten Probleme eingehandelt: Seine Gräfin Helena beginnt wegen Anna Danby Ärger zu machen und lässt sich andererseits vom Thronfolger, dem mächtigen Prince of Wales hofieren. Damit kommen sich der Königssohn und Kean amourös massiv in die Quere. Als Kean in einer Benefizvorstellung feststellen muss, wie der Prince of Wales seiner Geliebten den Hof macht, dreht er, nervlich extrem angespannt, emotional durch und attackiert den Thronfolger in einem Eifersuchtsanfall verbal. Dieser Skandal und die Unterstellung, er habe einen wertvollen Fächer gestohlen, führen dazu, dass der Schauspielerstar beinah ins Gefängnis gehen muss. Als Alternative wählt Kean das Exil im Ausland. Anna aber, die ihm auf ihrem Weg so viel zu verdanken hat und ihm ihre Liebe und die Liebe zur (Theater-)Kunst entgegenbringt, wird für Kean zur Rettung, und er verknüpft sein Leben fortan mit dem ihren.

## Produktionsnotizen
Kean wurde im Maxim-Film-Atelier in Berlins Blücherstraße 32 gedreht. Der Fünfakter mit einer Länge von 1637 Metern passierte am 15. Dezember 1921 die Filmzensur und erhielt Jugendverbot. Die Uraufführung fand am Tag darauf im Tauentzienpalast statt.
Heinrich George verkörperte hier seine erste Filmhauptrolle. Hans Sohnle entwarf zusammen mit Ludwig Kainer, der auch die Kostüme schuf, die Filmbauten.
Die Adaption einer Vorlage von Alexandre Dumas hat mit dem Leben des wahren Edmond Kean kaum etwas zu tun.

## Kritik
Paimann’s Filmlisten resümierte: „Das Werk, welches bereits einmal verfilmt wurde … ist ein nicht leicht zu behandelnder Stoff, dem die Regie, soweit dies möglich, gerecht geworden [ist]. Das Spiel des gut gewählten Ensembles verdient lobende Erwähnung, desgleichen Aufmachung und Photographie.“